# Гюртель
Гюртель (нем. Gürtel, «пояс») — важная кольцевая дорога в пределах Вены. Была создана в 1890-х годах на месте Linienwall — фортификационных сооружений, составлявших первую линию обороны города (перед стенами города).
Современный Гюртель является крупной транспортной магистралью. Он имеет вид бульвара — две односторонние дороги в разных направлениях. Посередине по значительной части Гюртеля проходит эстакада с 6-й линией Венского метро. Гюртель служит границей для районов города.